# Greng–Spitz
Greng–Spitz est le nom d'un site palafittique préhistorique des Alpes, situé sur les rives du lac de Morat sur la commune de Greng dans le canton de Fribourg, en Suisse.
Le site a été classé le 27 juin 2011 au patrimoine mondial de l'UNESCO avec 110 autres sites lacustres du Néolithique dans les Alpes. 